# August von Denffer

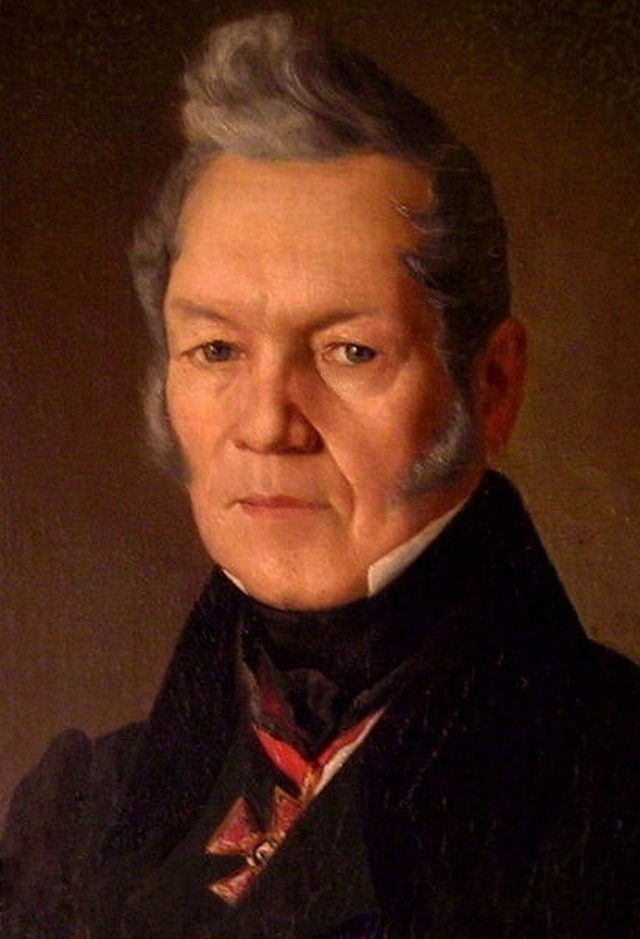
August von Denffer

Baron Julius Heinrich August Uljanowitsch von Denffer (* 25. September 1786 im kurländischen Kandau (lettisch: Kandava); † 11. März 1860 in Sankt Petersburg) war ein deutsch-baltischer Offizier und Staatsmann. Er war Departementspräsident des russischen Staatsrates, Senator, Gouverneur, Wirklicher Geheimrat sowie Träger höchster Auszeichnungen des Russischen Kaiserreiches.

## Familie
August von Denffer stammte aus der deutsch-baltischen Adelsfamilie Denffer. Sein Vater Julius Heinrich von Denffer (1738–1814) war Erbherr zu Bunsenberg, der mit seiner Frau Amalia vier Töchter und drei Söhne hatte, von denen lediglich ein Sohn (August) und zwei Töchter älter als sechs Jahre wurden. August selber hatte mit seiner Frau Caroline elf Kinder, wovon vier Söhne und zwei Töchter das Erwachsenenalter erreichten. Der jüngste, Friedrich Woldemar (1834–1890), dessen Enkel der Botaniker Dietrich von Denffer (1914–2007) war, setzte die Bunsenberger Linie fort.

## Leben
Denffer trat 1803 in das Dnjeprsche Infanterie-Regiment ein und war an zahlreichen Schlachten und Feldzügen beteiligt. Mit Eintritt in das Rjasansche Infanterie-Regiment wurde er 1813 kaiserlich russischer Stabskapitän und nahm an der Völkerschlacht bei Leipzig teil, wo er als Adjutant des Zaren und Verbindungsoffizier zum Yorckschen Korps schwer verletzt wurde. 1817 wurde er Major und dejourierender Stabsoffizier des V. Infanterie-Corps, 1818 Oberstleutnant und 1822 Oberst. Er nahm Abschied vom Militär und wurde 1826 Wirklicher Staatsrat und Gouverneur von Nowgorod. 1828 ernannte ihn die Moskauer Universität wegen seiner Verdienste um das Unterrichtswesen zum Ehrenmitglied, als das er dort noch heute geehrt wird.
Im Jahr 1831 wurde Denffer nach Beilegung gewaltsamer Unruhen wegen einer schweren Choleraepidemie in Nowgoroder Militärsiedlungen der persönliche Dank des Zaren per Reskript erteilt. In diesem Zusammenhang hatte er sich zum Schutz der Bevölkerung mit dem wegen außerordentlicher Brutalität und Skrupellosigkeit berüchtigten Grafen Alexei Andrejewitsch Araktschejew angelegt. 1834 wurde er russischer Senator. Zar Nikolaus I. berief ihn nach Sankt Petersburg, wo er zunächst Geheimrat und Mitglied des Regierenden Senats sowie des Staatsrates war. Drei Jahre später wurde er zur Untersuchung und Behebung von Missständen in das Gouvernement Saratow entsendet, wofür er 1839 mit dem St.-Wladimir-Orden ausgezeichnet wurde. 1856 ernannte Zar Alexander II. ihn zum Wirklichen Geheimen Rat, ab 1858 zum präsidierenden Senator des 4. Staatsrat-Departements (Staatsökonomie). Unter anderem befasste Denffer sich in Abstimmung mit Alexander II intensiv mit Vorbereitungen zur Aufhebung der Leibeigenschaft im Russischen Reich, deren Umsetzung ab 1861 er jedoch nicht mehr erleben konnte. Für Vermutungen, es habe sich bei seinem plötzlichen Tod um Giftmord durch Profiteure der Leibeigenschaft gehandelt, gibt es aber keinerlei Belege. Auffällig ist, dass nicht viel später der Vorsitzende des Komitees zur Aufhebung der Leibeigenschaft, Alexei Fjodorowitsch Orlow, ebenfalls das Zeitliche segnete, nachdem er zuvor noch den Vorsitz niedergelegt hatte.

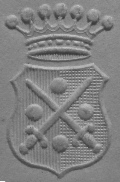
August von Denffers Familienwappen

Eintrag im Kirchenbuch von St. Annen in St. Petersburg (Auszug): „August von Denffer, Wirklicher Geheimrat; † 11. März 1860, 10 Uhr abends, 74 Jahre alt.“ Denffers Grab befindet sich auf dem Wolkowo-Friedhof.
Denffer trug folgende Orden (jeweils nur die höchste Stufe wird genannt): St. Alexander Newski-Orden mit Diamanten, Orden vom Weißen Adler, St. Annen-Orden 1. Klasse mit der Krone (Standeserhöhung), Großkreuz des St. Wladimir-Ordens II. Kl., St. Georgs-Orden IV. Kl. Außerdem trug er den goldenen Ehrensäbel, die Medaille für Tapferkeit am Georgsband, die Goldene Medaille am Georgsband und noch weitere Auszeichnungen.